# Antonio Garrido (escritor)
Antonio Garrido Molina es un escritor español nacido en 1963 en Linares. 

## Biografía
Antonio Garrido estudió Ingeniería Industrial en la Universidad Politécnica de Las Palmas.
Es profesor en la Universidad Cardenal Herrera-Ceu de Valencia y Director del Master en Styling y Concepto del Automóvil en el CFP de la Universidad Politécnica de Valencia.
Su primera novela, La Escriba, publicada por Ediciones B en el año 2008, alcanzó de inmediato el éxito internacional traduciéndose al inglés, ruso, alemán, francés, italiano, portugués, griego, polaco, croata, serbio y rumano.
Su siguiente novela El lector de cadáveres, publicada con Espasa en el año 2011 le consagra como novelista histórico al hacerle acreedor del Premio Internacional de Novela Histórica Ciudad de Zaragoza a la mejor novela histórica publicada en España. En los Estados Unidos, bajo el título The Corpse Reader, alcanza en junio de 2013 el puesto nº 1 de ventas absolutas en Amazon.com en todos los géneros, ficción y no ficción, siendo el primer autor español en lograrlo. Ha sido traducida a los idiomas inglés, ruso, alemán, francés, italiano, portugués, polaco, croata, serbio, rumano, coreano y búlgaro.
Con su novela, El último paraíso, resultó ganador del Premio Fernando Lara de Novela de 2015. El libro narra la historia de un empleado de la industria automovilística estadounidense que es despedido durante la Gran Depresión y emigra a la Unión Soviética.
Desde 1994 reside en Valencia.

## Premios
- Premio Fernando Lara de Novela 2015 con El Último Paraíso
- Premio Internacional de Novela Histórica Ciudad de Zaragoza 2012 con El Lector de Cadáveres
- Premio Griffe Noire 2014 a la Mejor Novela Histórica extranjera publicada en Francia por El Lector de Cadáveres
- Finalista Prix Fulbert de Chartres 2010 Mejor Novela Histórica publicada en Francia por La Scribe
- Prix des Lecteurs Sélection 2010 livre de poche por La Scribe
- Prix des Lecteurs Sélection 2015 livre de poche por Le Lecteur de Cadavres
- Candidato Edgar Allan Poe Awards 2013 al mejor thriller en la categoría Best Paperback Original
- Candidato Best Translated Book Award 2014 by Rochester University Press a la mejor novela de habla no inglesa por The Scribe
- Candidato Best Translated Book Award 2014 by Rochester University Press a la mejor novela de habla no inglesa por The Corpse Reader
- Prix Gâchette D'Or 2021 por Le Lecteur de Cadavres

## Obra
- La escriba, Ediciones B, 2008
- El lector de cadáveres, Espasa, 2011
- El último paraíso, Planeta, 2015
- El jardín de los enigmas, Espasa, 2019